# Kento Onodera
Kento Onodera (japanisch 小野寺 建人 Onodera Kento; * 6. Juli 1991 in Shizuoka) ist ein ehemaliger japanischer Fußballspieler.

## Karriere
Onodera erlernte das Fußballspielen in der Schulmannschaft der Tokoha Gakuen Tachibana High School und der Universitätsmannschaft der Tokoha-Universität. Seinen ersten Vertrag unterschrieb er 2014 bei Zweigen Kanazawa. Der Verein spielte in der dritthöchsten Liga des Landes, der J3 League. Für den Verein absolvierte er drei Ligaspiele. 2015 wechselte er zum Honda FC. Für den Verein absolvierte er 21 Ligaspiele. Ende 2015 beendete er seine Karriere als Fußballspieler.